# Jhon Anderson Arboleda
Jhon Anderson Arboleda (Medellín, Antioquia, Colombia; 6 de enero de 1994) es un futbolista colombiano. Juega de mediocampista.

## Clubes
| Club                   | País     | Año  |
| ---------------------- | -------- | ---- |
| Independiente Medellín | Colombia | 2015 |
| Atlético               | Colombia | 2019 |